# Caducifólia
Em botânica, caducifólia, caduca ou decídua é uma planta que, numa certa estação do ano, perde suas folhas, geralmente nos meses mais frios e sem chuva (outono e inverno), ou em que a água se encontra congelada ou de difícil acesso à terra.
É a forma que as plantas encontram para não perder água pelo processo de transpiração, pelas folhas. Às vezes ficam só os galhos e o caule. Desta forma elas armazenam a água sem perder praticamente nada pela evaporação.
Algumas plantas de pequeno porte, ficam com suas folhas aparentemente murchas quando os raios solares incidem sobre elas. É uma forma de não perder a umidade, também, pois assim elas fecham os estômatos - os "poros" das folhas. Plantas que apresentam o atributo contrário têm folhas persistentes (espécie perenefólia).
No Brasil, existe uma ampla faixa de Floresta estacional, podendo ser decídua (como a Mata de Cipó) e semidecíduas, que representam áreas de transição entre biomas.